# Ulf Rådbjer
Ulf Rådbjer (* 18. Mai 1960) ist ein ehemaliger schwedischer Eishockeyspieler und aktueller Schiedsrichter, der während seiner aktiven Zeit unter anderem für AIK Ishockey in der Elitserien spielte und später zu den bekanntesten und erfolgreichsten Schiedsrichtern seines Heimatlandes gehörte.

## Spielerkarriere

### National
Der Flügelstürmer spielte bereits in seiner Jugend für AIK Ishockey, außerdem gewann er 1976 mit der Auswahlmannschaft der Provinz Stockholms län das renommierte nationale U17-Turnier TV-pucken. Für das Seniorenteam von AIK Ishockey wurde Rådbjer erstmals in der Saison 1977/78 in der erstklassigen Elitserien eingesetzt und gewann mit der Mannschaft bereits im ersten Jahr die Silbermedaille der Liga. Eine weitere Vizemeisterschaft im Jahr 1981 folgte, bevor der Angreifer 1982 erstmals die Schwedische Meisterschaft mit dem AIK gewinnen konnte.
Nach der Spielzeit 1982/83 wechselte Ulf Rådbjer zum Zweitligisten Hammarby IF, mit denen er 1985 den Aufstieg in die Elitserien feiern konnte. Nach dem direkten Wiederabstieg blieb der Schwede noch ein weiteres Jahr in Hammarby und schloss sich dann dem Ligakonkurrenten VIK Västerås HK an. In der Saison 1990/91 ging der Stürmer noch einmal für IFK Tumba in der Division I aufs Eis.

### International
Mit der schwedischen U18-Nationalmannschaft gewann Ulf Rådbjer bei den Europameisterschaften 1977 die Goldmedaille, mit dem U20-Team im Jahr darauf die Silbermedaille.

## Karrierestatistik
(Legende zur Spielerstatistik: Sp oder GP = absolvierte Spiele; T oder G = erzielte Tore; V oder A = erzielte Assists; Pkt oder Pts = erzielte Scorerpunkte; SM oder PIM = erhaltene Strafminuten; +/− = Plus/Minus-Bilanz; PP = erzielte Überzahltore; SH = erzielte Unterzahltore; GW = erzielte Siegtore; 1 Play-downs/Relegation; Kursiv: Statistik nicht vollständig)

## Schiedsrichterkarriere
Nach dem Ende seiner aktiven Laufbahn absolvierte Rådbjer eine Ausbildung zum Schiedsrichter und wurde in den folgenden Jahren hauptsächlich in der Elitserien eingesetzt. Außerdem leitete er einige Partien bei Olympischen Spielen und Weltmeisterschaften. Zwischen 1997 und 2003 wurde der Referee siebenmal in Folge mit der SICO:s guldpipa als bester Schiedsrichter der Saison ausgezeichnet, was bis heute den Rekord darstellt. Zur Saison 2005/06 verkündete Rådbjer sein Karriereende, kehrte aber in der Spielzeit 2006/07 wieder als Schiedsrichter in die Elitserien zurück. In der Saison 2007/08 musste er aufgrund einer Verletzung erneut pausieren.

## Erfolge und Auszeichnungen
- U18-Europameister 1977 mit Schweden
- U20-Europameister 1978 mit Schweden
- Schwedischer Vizemeister 1978 und 1981 mit AIK Ishockey
- Schwedischer Meister 1982 mit AIK Ishockey
- SICO:s guldpipa als bester Schiedsrichter der Elitserien 1996/97, 1997/98, 1998/99, 1999/00, 2000/01, 2001/02 und 2002/03

## Privat
Neben seiner Tätigkeit als Schiedsrichter arbeitet Ulf Rådbjer als Polizeibeamter.